# Krai
Krai o kray (en ruso: край; a menudo traducido como «región», «territorio» o «provincia») es un término usado para referirse a varias de las 85 regiones administrativas de Rusia. La palabra krai (que también significa frontera o final), se utiliza para regiones situadas en la periferia económica y geográfica. Su plural en ruso es kraya (края). En español se ha usado la palabra «marca» con el mismo significado durante siglos.
Los krais, óblasts, y repúblicas tienen el mismo estatus constitucional. El Krai de Krasnodar tiene una población de 5 millones de habitantes, similar a la de Noruega.
Un krai se divide en distritos (en ruso: районы, pronunciado: raiony).
Ejemplos de krais o marcas rusas serían el Krai de Primorie, el Krai de Stávropol o el Krai de Krasnoyarsk (para la lista completa véase Krais de Rusia).

## Términos eslavos para divisiones territoriales
- gmina
- krai
- kraj
- krajina
- pokrajina
- opština, općina
- obec
- oblast, oblast', oblasti, oblys
- okręg
- okres
- ókrug
- powiat
- raión
- voivodato, vojvodina
- župa
- županija